# Marvyn Cox
Marvyn Cox (ur. 11 lipca 1964 w Whitstable) – brytyjski żużlowiec, występujący również na długim torze, posiadający również niemiecką licencję.

## Życiorys
Pierwszy występ w meczu żużlowym II ligi brytyjskiej (National League) zanotował w roku 1981, w barwach Rye House Rockets, gdzie spędził trzy sezony. W 1983 roku na torze w Lonigo odniósł swój pierwszy międzynarodowy sukces zostając drugim wicemistrzem Europy juniorów, rok później poprawił wynik, stając na najwyższym stopniu podium w King’s Lynn, został też mistrzem Wielkiej Brytanii juniorów. W 1986 roku po raz pierwszy awansował do finału indywidualnych mistrzostw świata, który odbył się w Chorzowie. Zajął w nim XII miejsce. Drugi raz w finale ImŚ wystąpił w 1994 roku, zajmując VI miejsce, uprawniające do startu w nowo powstałym cyklu Grand Prix. W GP utrzymał się dwa sezony. Na swoim koncie ma dwa srebrne medale drużynowych mistrzostw świata z reprezentacją Anglii. Sześciokrotny finalista IMŚ na długim torze. Na swoim koncie ma też dwa tytuły indywidualnego mistrza Niemiec.
W latach 1991–1996 reprezentował barwy Wybrzeża Gdańsk będąc zarazem jednym z najlepszych zawodników w historii tego klubu.
W 1999 zakończył karierę, obecnie zajmuje się szkoleniem młodzieży oraz jest tunerem sprzętu żużlowego.

## Przynależność klubowa
Wielka Brytania
- Rye House Rockets (1981–1983)
- Hackney Hawks (1982–1983)
- Oxford Silver Machine (1984–1989)
- Bradford Dukes (1990)
- Poole Pirates (1991–1992)
- Reading Racers (1995)
- Oxford Cheetahs (1996)
- Poole Pirates (1997–1998)

Polska
- Wybrzeże Gdańsk (1991–1996)

Szwecja
- Valsarna Hagfors (1994–1996)

Niemcy
- AC Landshut (1997)

## Starty w Grand Prix
| Sezon | Numer | 1     | 2      | 3      | 4     | 5     | 6     | Msc. | Pkt. |
| ----- | ----- | ----- | ------ | ------ | ----- | ----- | ----- | ---- | ---- |
| 1995  | 6     | POL 8 | AUT 14 | DEU 11 | SWE 7 | DNK 8 | GBR 6 | 12   | 54   |
| 1996  | 10    | POL 4 | ITA 8  | DEU 1  | SWE 1 | GBR   | DNK 1 | 18   | 15   |

| Statystyki        | Statystyki |
| ----------------- | ---------- |
| Starty            | 11         |
| Zwycięstwa        | 0          |
| Miejsca na podium | 0          |
| Finalista         | 0          |
| Punkty            | 69         |

## Osiągnięcia
Indywidualne Mistrzostwa Świata
- 1986 -  Chorzów - 12. miejsce - 3 pkt → wyniki
- 1994 -  Vojens - 6. miejsce - 9 pkt → wyniki
- 1995 - 6 rund - 12. miejsce - 54 pkt → wyniki
- 1996 - 6 rund - 18. miejsce - 15 pkt → wyniki

Indywidualne Mistrzostwa Świata Juniorów
- 1983 -  Lonigo - 3. miejsce - 11 pkt → wyniki
- 1984 -  King’s Lynn - 1. miejsce - 12 pkt → wyniki

Drużynowe Mistrzostwa Świata
- 1987 -  Fredericia,  Coventry,  Praga - 2. miejsce - 2 pkt → wyniki
- 1990 -  Pardubice - 2. miejsce - 2 pkt → wyniki
- 1991 -  Vojens - 4. miejsce - 3 pkt → wyniki

Indywidualne Mistrzostwa Świata na długim torze
- 1989 -  Mariańskie Łaźnie - 10. miejsce - 16 pkt → wyniki
- 1990 -  Herxheim bei Landau/Pfalz - 6. miejsce - 23 pkt → wyniki
- 1991 -  Mariańskie Łaźnie - 12. miejsce - 7 pkt → wyniki
- 1992 -  Pfarrkirchen - 14. miejsce - 5 pkt → wyniki
- 1994 -  Mariańskie Łaźnie - 18. miejsce - 1 pkt → wyniki
- 1995 -  Scheeßel - 4. miejsce - 17 pkt → wyniki

Indywidualne Mistrzostwa Wielkiej Brytanii
- 1986 - Coventry - 4. miejsce - 10+2 pkt → wyniki
- 1987 - Coventry - 4. miejsce - 10+2 pkt → wyniki
- 1988 - Coventry - 8. miejsce - 8 pkt → wyniki
- 1989 - Coventry - 16. miejsce - 2 pkt → wyniki
- 1992 - Coventry - 10. miejsce - 7+3 pkt → wyniki

Młodzieżowe Indywidualne Mistrzostwa Wielkiej Brytanii
- 1983 - Canterbury - 5. miejsce - 9 pkt → wyniki
- 1984 - Canterbury - 1. miejsce - 13+3 pkt → wyniki

Indywidualne Mistrzostwa Niemiec
- 1993 - Neubrandenburg - 1. miejsce - 15 pkt → wyniki
- 1994 - 2. miejsce → wyniki
- 1995 - 1. miejsce → wyniki
- 1997 - 4. miejsce - 12 pkt → wyniki